# Dicranoloma plurisetum
Dicranoloma plurisetum är en bladmossart som beskrevs av C. Müller och Hugh Neville Dixon 1913. Dicranoloma plurisetum ingår i släktet Dicranoloma och familjen Dicranaceae. Inga underarter finns listade i Catalogue of Life.